# Бервальд, Александр
Александр Бервальд (англ. Alexander Baerwald; 1877, Берлин — 1930, Иерусалим) — известный немецкий и палестинский архитектор.

## Биография

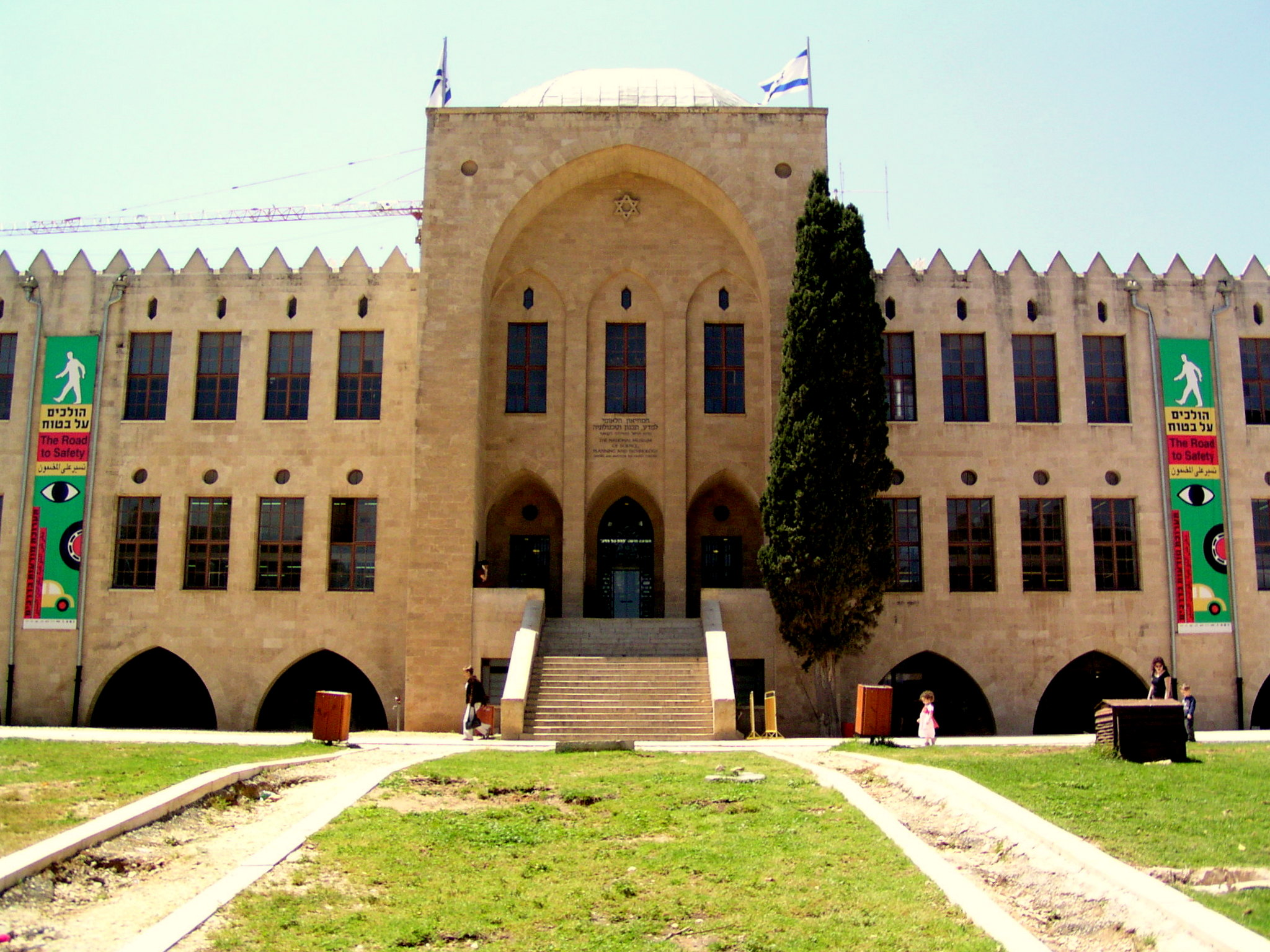
Старое здание Техниона

Родился в Берлине в ассимилированной еврейской семье.
По окончании Высшей технической школы Шарлоттенбург в Берлине работал архитектором в департаменте общественных работ Пруссии. В 1906 г. был удостоен премии К. Ф. Шинкеля за проект музея архитектуры.
В 1910 г. Бервальду было поручено строительство Техниона. Стремясь к синтезу архитектурных традиций Запада и Востока, Бервальд кропотливо изучал методы работы арабских резчиков по камню, а также характерные особенности средиземноморского зодчества. Созданный им комплекс стал первым образцом современной монументальной архитектуры в Эрец-Исраэль, символом культурного возрождения еврейского народа.
В 1924 г. Бервальд окончательно переселился в Хайфу, где стал первым в Эрец-Исраэль профессором архитектуры.
В 1920-е гг. Бервальд достиг творческой зрелости, в его смелых проектах отражены поиски национального архитектурного языка, связи архитектурного стиля с историей местности. Среди работ этого периода — отель Палатин (1925) в Тель-Авиве, Англо-Палестинский банк в Хайфе, а также неосуществленный проект обширного делового центра, предназначенного для Хайфы.
В 1929-30 гг. в творчестве Бервальда международный стиль модерн начинает преобладать над местными тенденциями, одновременно бетон приходит на смену камню. В последних работах архитектора (больница в Афуле, жилой дом на пилонах в окрестностях Хайфы) главное внимание уделено удобству и функциональности.

## Избранные проекты и постройки
- Здание Техниона в Хайфе.
- Здание гостиницы «Палатин»: соединение европейского модерна и восточно-турецкого стиля (1926).